# Kriza vjere
Kriza vjere je pojam koji se obično koristi, posebno u Zapadnim kulturama, za razdoblja silnih i žestokih unutarnjih previranja o nečijim/osobnim uvriježenim vjerovanjima i životnim odlukama. Kriza vjere može se usporediti kao razdoblje sumnje gdje kriza vjere zahtjeva od osobe pomirenje ili ponovno preispitivanje prije nego što se može ići dalje i vjerovati u načela u kojima postoji sumnja ili dvojba ili nastaviti ići po životnom putu u kojima postoje sumnje - na primjer kriza vjere iziskuje odluke s kojima nema kompromisa: doći do pomirbe s uzrokom sumnje/dvojbe prema nekom vjerovanju ili odlukom u životu, ili odbaciti to načelo ili uvjerenje.